# 近畿大学体育会硬式野球部
近畿大学体育会硬式野球部（きんきだいがくたいいくかいこうしきやきゅうぶ）は、関西学生野球連盟に所属する大学野球チーム。近畿大学の学生によって構成されている。
ユニフォームの表記は、2015年度までは赤文字で「KINKI」であったが、2016年度からは赤文字で「KINDAI」に変更された（2016年4月1日より、同学の英文名称が「KINKI UNIVERSITY」から「KINDAI UNIVERSITY」に変更されたため）。野球帽にも赤色の「K」の一文字が記されている。
なお、広島県東広島市にキャンパスを置く同大学工学部、および福岡県飯塚市にキャンパスを置く同大学産業理工学部も、工学部硬式野球部（広島六大学野球連盟に所属）、産業理工学部硬式野球部（九州地区大学野球連盟に所属）と、それぞれ独自に硬式野球部を設けている（いずれも、ユニフォーム・野球帽のデザインは本部のものと同じ）。

## 創部
1949年（昭和24年）が公式の創部年。

## 歴史
1941年（昭和16年）、近畿大学の前身の一つである大阪専門学校（日大大阪専門学校）が関西学生野球連盟（旧連盟）に加盟。戦後の1947年（昭和22年）、同じく前身である大阪理工科大学（大阪専門学校の系列校）が大阪大学・大阪商科大学と共に大阪三大学野球連盟としてリーグ戦を再開。
正式に近畿大学となった後の1949年（昭和24年）が正式な創部年とされている。当初は大阪三大学野球連盟の流れから近畿大学野球連盟に所属。1959年（昭和34年）頃から、近畿地区大学野球連盟配下の3連盟（京滋・近畿・阪神）と旧関西六大学野球連盟を合併して入替戦を導入する案の主導役となった。
1962年（昭和37年）、入替戦を趣旨とする関西大学野球連合が結成されたのに伴い下位リーグ（2部）の近畿大学野球春季リーグ戦首位校として、2回生横山小次郎投手らを擁して旧関六最下位校神戸大との入替戦に勝利し、旧関西六大学入りを果たす。昇格後の1960年代以降、旧加盟校の関関同立や、同様に昇格した龍谷大などとリーグ戦で優勝争いに絡む展開を続けた。
1966年（昭和41年）春季リーグ戦において、山下律夫投手、2回生有藤通世や藤原満らの活躍により旧関六で初優勝を果たした。続く第15回全日本大学野球選手権大会決勝で、森内一忠投手や正垣泰祐擁する日本大に2-3で惜敗し準優勝に留まった。以降、1967年秋、1968年秋にリーグ優勝を遂げる。
1973年（昭和48年）、旧関六で無双した関西大の山口高志投手（通算46勝〈旧関六・現リーグ歴代1位〉11敗）卒業後リーグ戦は混迷し、森口益光投手（通算39勝〈旧関六・現リーグ歴代3位〉16敗、76年卒）擁する近大、田尾安志投手（通算14勝3敗、76年卒）擁する同志社大、彼らの1年下の斉藤明雄投手（通算30勝17敗、77年卒）擁する大阪商業大や平田英之投手（通算12勝19敗、77年卒）擁する立命館大ら各校が優勝をかけてしのぎを削った。1974年（昭和49年）春、3回生エース森口や4回生神垣雅行、3回生中司得三らの投打を擁して4度目のリーグ優勝を遂げる。続く第23回全日本大学選手権準決勝で3回生中畑清らの駒沢大に0-1（延長13回）で敗退。森口が最上級だった1975年秋の明治神宮野球大会（第6回大会）に初出場。翌1976年秋の第7回明治神宮大会にも連続出場したが、それぞれ名城大に4-7で1回戦で敗退、2回生松沼雅之と3回生達川光男バッテリー擁する初出場の東洋大に0-6で2回戦で敗退した。
1980年（昭和55年）春、3回生の右のアンダースロー投手西川勝（通算34勝）、4回生木村孝や2回生柳川明弘らの打撃陣を擁して7度目のリーグ優勝を飾る。続く第29回全日本大学選手権準決勝で4回生高久孝投手や2回生広瀬哲朗らの駒大に0-11で大敗を喫する。翌1981年（昭和56年）、エース西川勝投手、柳川明弘や丸山一仁ら3回生、連盟最多本塁打記録19本保持者の2回生西浦敏弘、4回生篠崎宏道らの打撃陣を擁して近大初の春秋リーグ戦連覇を果たす。春季リーグ戦は関大を抑えて優勝、連覇となる秋季リーグ戦でも4回生早瀬万豊投手ら関大との優勝決定戦を延長17回の末に制した。続く春の第30回全日本大学選手権準決勝で宮本賢治投手擁する亜細亜大を10-2、決勝で森岡真一投手や平田勝男擁する明治大に2-8で敗れ準優勝。秋の第12回明治神宮野球大会では準決勝で優勝した柳川のPL学園同期の3回生木戸克彦・西田真二や1年後輩の2回生小早川毅彦、主戦の2回生和田護投手擁する法政大戦で、小早川に本塁打を喫し0-1で敗退。
1982年（昭和57年）の連合解体後、関関同立や京都大と共に関西学生野球連盟の発足に参加。加盟校のうち唯一、連合以前の旧関西六大学リーグに属していなかったチームとなる。近大総監督を務めた松田博明は、1963年（昭和38年）に関大の西川克弘投手がアマチュア野球の規定を破ってプロと契約を結んだ「西川事件」の際に関大除名に反対した恩により、関大の強い勧めによって近大の連盟入りが実現したと推測している。
1980年代には松田博明監督の下で黄金期を迎え、先述したように4回生エース西川勝を擁して81年秋の優勝決定戦で延長17回の末に関大を下し、近大初の春秋連覇を達成。翌82年春に始まった関西学生野球リーグで開始早々3連覇を遂げ（旧関六から5連覇）、合わせて旧関六からの通算優勝回数が9回から二桁12回となる。この3連覇を含め以降、4連覇・6連覇を各1回遂げる圧倒的な強さをみせた。
1983年（昭和58年）、4回生守永紀之投手や主砲西浦敏弘、1回生畑山俊二らを擁して春季リーグ戦で優勝。第32回全日本大学選手権決勝で、守備の失策から白井一幸や3回生河野博文投手擁する駒沢大に1-5で敗れ準優勝に留まる。同年秋季リーグ戦では、、3回生田中嘉尚と2回生井口和人両投手擁する同志社に次ぐ2位に留まる。翌1984年（昭和59年）春から翌1985年（昭和60年）秋までリーグ戦4連覇。84年春の第33回全日本大学選手権は準決勝で2回生阿波野秀幸投手擁する亜細亜大に0-2で惜敗。同年秋の明治神宮大会は関西地区代表決定戦に敗れ出場できず。翌85年春、主戦の3回生西岡剛（通算17勝7敗）や2回生小松領平（通算21勝）らの投手陣や3回生畑山らを擁するも、当時大学選手権でも採用されていた関西地区代表決定戦で国立の大阪大などに敗れ本大会に進出できなかった。同年秋の第16回明治神宮野球大会は準決勝で3回生西崎幸広投手擁する愛知工業大に2-4で敗退。翌1986年（昭和61年）春秋リーグ戦は、4回生岩本利仁投手（通算27勝）や3回生古田敦也捕手擁する立命館大にリーグ戦連覇を許した。
1987年（昭和62年）、エース山内嘉弘（通算14勝4敗）、小松領平、森田幸一、木村恵二ら4回生の強力投手陣を擁し春・秋リーグ戦連覇。続く第36回全日本大学選手権準々決勝（2回戦）で3回生上岡良一投手擁する東北福祉大に延長12回2-5で敗退。同年秋、第18回明治神宮野球大会2回戦で益田明典投手擁する愛知学院大に1-3で敗退。翌1988年（昭和63年）、4回生十河章浩に、エース酒井光次郎（通算19勝2敗）や西原英基の投手陣、中西美之捕手、内匠政博、岡本圭治ら3回生を擁し春・秋リーグ戦連覇。続く第37回全日本大学選手権準決勝で3回生葛西稔投手擁する法政大を5-2、決勝の上岡良一や3回生佐々木主浩らの投手陣擁する東北福祉大戦では8回裏に十河の逆転2ランが飛び出し辛うじて3-1で下し選手権初優勝を果たす。同年秋の第19回明治神宮野球大会は昭和天皇御不例で中止。翌1989年（平成元年）、同様に4回生酒井光次郎投手を擁し、春・秋リーグ戦連覇（あわせてリーグ戦6連覇）。続く第38回全日本大学選手権準決勝で葛西擁する法政大を延長12回1-0、決勝の専修大戦では序盤から専大町田公二郎に左前打や逆転3ランを浴び、酒井の無失点記録が80回1/3で切れてしまったものの、内匠や岡本、2回生奥村伸一ら近大打線も岡林洋一ら専大投手陣を打ち崩し10-7で選手権を連覇した。同年秋、第20回明治神宮大会準決勝で九州国際大を1-0、決勝では2回生門脇太（通算20勝11敗）が先発し酒井が抑えで閉めて、平田国久投手に黒須陽一郎や山口高誉擁する立教大を3-1で下し優勝。春・秋リーグ戦、全日本大学選手権、明治神宮大会を全て制覇するグランドスラム（4冠）を達成。
なお、この選手権連覇はこれまで東京六大学の明大（第3・4回、第29・30回）、立大（第6・7回）、法大（第33・34回）が達成していたが、近大が関西学生リーグ勢で初の連覇（第37・38回、のちに第46・47回）校となった。
酒井らが卒業した1990年代前半から半ばにかけてリーグ戦の行方は近大1強から混迷した展開となる。1990年（平成2年）、同大杉浦正則と立命長谷川滋利両投手が春秋リーグ戦の優勝をさらい、翌1991年（平成3年）春には関大が高木貴と池添修世両投手の活躍で山口高志以来久々の優勝を果たした。以降も、近大浜田真輔（通算14勝5敗）、大塔正明（通算11勝4敗）と1年下の今井圭吾（通算22勝7敗）、同大細見和史、関大岡本晃、関学木原栄一郎と2年上の本荘雅章（のち関学監督）、立命水田章雄と1年上の金森隆浩らが投げ合い各校が優勝する展開となる。しかし90年代後半になると、本川貢監督のもとで再び近大の黄金期が築かれ、これに互する形で立命館の戦力が充実していた。
1994年（平成6年）春、第43回全日本大学選手権決勝で3回生大塔正明と駒大4回生河原純一両投手が投げ合うが駒沢大に2-5で敗れ準優勝に留まる。翌1995年（平成7年）秋、3回生今井圭吾投手を主戦に3回生光元一洋（のち近大監督）や1回生二岡智宏らの投打を擁して、第26回明治神宮野球大会準決勝で澤崎俊和・倉野信次両投手や井口資仁ら3回生の投打擁する青山学院大に0-7で敗退。
1997年（平成9年）、二岡智宏、宇高伸次投手、藤井彰人、山下勝充といった3回生メンバーを中心に、エースの4回生清水章夫投手、97年春秋首位打者の2回生木之内薫（のち新日鐵君津）らを擁して、春・秋リーグ戦連覇。春の第46回全日本大学選手権準決勝で松尾宏和投手や高橋由伸擁する慶応大を3-1、決勝で井端弘和や3回生赤星憲広らを擁する亜細亜大を2-0で下し優勝。同年秋の第28回明治神宮野球大会準決勝で延長16回の末高橋尚成や1回生武田久投手擁する駒大を10-7、決勝で真木将樹や伊達昌司らの投手陣擁する法大を1-0で下し優勝。春・秋リーグ戦、全日本大学選手権、明治神宮大会、全日本アマチュア野球王座決定戦（この年限りで廃止）の全てに優勝し、史上初にして唯一のアマチュア5冠を達成した。さらに翌1998年（平成10年）、春・秋リーグ戦連覇（秋季リーグ優勝でリーグ戦5連覇達成）。第47回全日本大学選手権準々決勝の愛知学院大戦の延長11回裏に二岡が大会記録となる逆転サヨナラ3ランを放ち5x-3で辛勝。二岡はこの試合の逆転ホームランから準決勝青森大戦の4打数4安打、決勝の2回生長坂秀樹投手擁する東海大戦の1回裏に右中間3塁打を放つまで大会記録の6打席連続安打をマークした。試合は4-3で東海大を下し選手権大会連覇、かつ第28回神宮大会制覇を合わせて全国大会3連覇を遂げた。しかし、同年秋の第29回明治神宮大会準決勝で3回生佐藤宏志や2回生吉川昌宏らの投手陣を擁し優勝した亜大に1-7で敗退。グランドスラムとはならなかった。
2003年（平成15年）、それまでの主戦で4回生野村宏之（通算24勝12敗）や3回生三木田敬二（通算13勝6敗）らに加えて野村と同期の糸井嘉男投手が活躍しリーグ優勝に貢献。第52回全日本大学選手権1回戦で糸井投手が先発するも、4回生馬原孝浩と3回生髙橋秀聡両投手擁する九州共立大に0-14（5回コールド）で大敗する。同年秋、4回生渡辺亮と3回生染田賢作の2本柱擁する同志社にリーグ戦5連覇を阻まれる。
2005年（平成17年）春、第54回全日本大学野球選手権大会決勝で、3回生大隣憲司（通算22勝11敗）と4回生甲藤啓介両投手擁するも、3回生高市俊投手擁する青山学院大に敗れ準優勝。
翌2006年（平成18年）春、第55回全日本大学選手権では、大隣や2回生巽真悟（通算19勝4敗）と山本哲哉らの投手陣を擁するも優勝した大阪体育大に準決勝敗退。同年秋、第37回明治神宮野球大会では4回生宮本賢投手らの早稲田大に準決勝敗退。翌2007年（平成19年）春、4回生黒田巌域や2回生藤原正典らの投手陣擁する立命館にリーグ戦5連覇を阻まれる。翌2008年（平成20年）春、第57回全日本大学野球選手権大会では、巽、山本、谷口友基（通算12勝2敗）ら4回生の投手陣を擁するも優勝した4回生上野大樹や2回生乾真大と鹿沼圭佑らの投手陣擁する東洋大に準決勝で敗退。
2013年（平成25年）、春季リーグ戦で8季ぶり44度目のリーグ戦優勝を果たしたが、同年8月2日に部員の不祥事により野球部の秋季リーグ参加辞退及び3カ月間の活動停止処分が大学側より下された。これにより監督の榎本保と部長の浦崎直浩が大学に辞任を申し出た。翌2014年（平成26年）より田中秀昌が監督に就任。2018年秋、第49回明治神宮野球大会準決勝で環太平洋大に0-7（8回コールド）で大敗（環太平洋大は2回戦で法大を下し、決勝で立正大に敗れ準優勝）。
2023年（令和5年）、秋季リーグ戦終了後、監督の田中秀昌が勇退し、2014年4月からコーチを務めていた光元一洋が監督に就任した。

## 本拠地
- 奈良県生駒市西菜畑町（生駒総合グラウンド・開明寮）。近鉄菜畑駅より徒歩20分。

## 記録
- リーグ戦 優勝49回（旧関西六大学リーグを含む）※ 直近は2023年春季で2季ぶり[10]
- 全日本大学野球選手権大会 出場31回[10]、優勝4回、準優勝5回
- 明治神宮野球大会 出場12回、優勝2回
- 全日本アマチュア野球王座決定戦 出場1回、優勝1回（1997年）
- 日本学生野球協会結成記念野球大会 大学の部 優勝1回

## 主な出身者
Category:近畿大学体育会硬式野球部の選手も参照。
- 松田博明 - 同部元総監督
- 呉山義雄
- 伊藤菊雄 - 在籍時はマネージャーや助監督等。のち巨人軍スカウト部長
- 横山小次郎
- 尾藤公（中退）
- 大熊忠義（中退）
- 山下律夫
- 小島健郎
- 有藤通世
- 藤原満
- 米谷延夫
- 神垣雅行
- 森口益光
- 中司得三
- 榎本保 - 同部元監督・全日本大学野球連盟日本代表前監督
- 田中秀昌 - 同部元監督
- 木村孝
- 篠崎宏道
- 丸山一仁
- 柳川明弘
- 西浦敏弘
- 西岡剛
- 畑山俊二
- 木村恵二
- 森田幸一
- 山内嘉弘
- 岡本圭治
- 内匠政博
- 酒井光次郎
- 大塔正明
- 今井圭吾
- 竹岡和宏
- 清水章夫
- 宇高伸次
- 藤井彰人
- 二岡智宏
- 山下勝充
- 近平省悟
- 林威助
- 大西宏明
- 野村宏之
- 糸井嘉男
- 中村真人
- 田中雅彦
- 岸本秀樹
- 藤田一也
- 甲藤啓介
- 大隣憲司
- 小瀬浩之
- 山本哲哉
- 巽真悟
- 荒木貴裕
- 中後悠平
- 藤川俊介（阪神タイガースでの登録名は「俊介」）
- 畠世周
- 則本佳樹
- 小深田大翔
- 村西良太
- 佐藤輝明